# جوربند (بهشهر)
جوربند (بهشهر)، روستایی از توابع بخش یانه‌سر شهرستان بهشهر در استان مازندران ایران است.

## جمعیت
این روستا در دهستان عشرستاق قرار دارد و براساس سرشماری مرکز آمار ایران در سال ۱۳۸۵، جمعیت آن ۷۰ نفر (۲۰خانوار) بوده‌است. مردم جوربند از قومیت طبری هستند. مردم جوربند به زبان طبری (مازندرانی) سخن می‌گویند. واژه «جور» در زبان طبری به معنی بالا می‌باشد.